# إلا بورنيل
إيليا بورنيل (بالإنجليزية: Ella Purnell) هي عارضة وممثلة بريطانية، ولدت في 17 سبتمبر 1996 بلندن في المملكة المتحدة.

## الأعمال

### أفلام
- لا تدعني أذهب أبدا (2010)
- كيك-آس 2 (2013)
- ملافسينت (2014)
- أسطورة طرزان (2016)
- منزل الآنسة بيرغرين للأطفال المميزين (2016)
- تشرشل (2017)
- جيش الموتى (2021)

### مسلسلات
- دبابير السترة الصفراء (2021–2023)
- آركين (2021–2024)
- المنيع (2024)
- فول أوت (2024–الان)

## وصلات خارجية
- إيليا بورنيل على موقع IMDb (الإنجليزية)
- إيليا بورنيل على موقع ميتاكريتيك (الإنجليزية)
- إيليا بورنيل على موقع روتن توميتوز (الإنجليزية)
- إيليا بورنيل على موقع قاعدة بيانات الأفلام العربية
- إيليا بورنيل على موقع ألو سيني (الفرنسية)
- إيليا بورنيل على موقع تيرنر كلاسيك موفيز (الإنجليزية)
- إيليا بورنيل على موقع أول موفي (الإنجليزية)
- إيليا بورنيل على موقع قاعدة بيانات الأفلام السويدية (السويدية)
- إيليا بورنيل على موقع قاعدة بيانات الفيلم (الإنجليزية)
- إيليا بورنيل على موقع ليتربوكسد (الإنجليزية)